# Regalije
Regalije je latinska beseda plurale tantum, ki ima različne pomene. Beseda izhaja iz latinske aktivacije pridevnika regalis, 'regal', sama iz rex, 'kralj'.
Beseda se je prvotno nanašala na prefinjeno formalno obleko in oblačilne dodatke suverenega, zdaj pa se beseda navadno nanaša na katero koli vrsto dovršene formalne obleke in oblačilnih dodatkov.

## Kraljevska obleka, dodatki in s tem povezane ceremonije
Nekateri emblemi, simboli ali pripomočki, ki jih imajo vladarji, so vizualni prikaz cesarskega, kraljevega ali suverenega statusa. Nekatere si delijo z božanstvi, bodisi da simbolizirajo vlogo boga (boginjo) kot recimo kralj Panteona (npr. Bramanovo žezlo) ali pa da dovolijo smrtnim kraljestvom, da se spominjajo, se poistovetijo ali povežejo z božanstvom.
Izraz kronski dragulji se običajno uporablja za označevanje regalij, ki so namenjene lesku priložnosti, kot je kronanje. Odlikuje jih kombinacija dragocenih materialov, umetniške izdelave ter simbolne ali zgodovinske vrednosti. Kronski dragulji so bili lahko določeni na začetku rodbine, nakopičeni z dolgoletno tradicijo ali pa so jih dobili nekateri vodje, kot je papež, cesar ali kalif kot otipljivo priznanje legitimnosti.
Vsaka kultura, tudi vsaka monarhija in rodbina znotraj ene kulture, ima lahko svoje zgodovinske tradicije, nekatere pa imajo celo posebno ime za svoje regalije ali vsaj za pomembno podmnožico, kot so:
- Čast Škotske
- Nigerijska kraljeva Regalija
- Trije zakladi japonskega cesarja
- Cesarske regalije cesarjev in kraljev Svetega rimskega cesarstva

Nekateri elementi se pojavljajo v mnogih tradicijah.

### Pokrivala
- krona, diadem, tiara
- svečana kapa

### Drugo
- zapestnice
- plašč za kronanje
- rokavice
- Barmi (Бармы) ali barmas, snemljiv ovratnik iz svile z medaljoni dragocenega materiala, prišitimi nanj, kot se je uporabljal v Moskovski veliki kneževini.
- Prstani, ki simbolizirajo 'poroko' monarha z državo (v primeru doža Beneške republike, z življenjsko dobo, morjem); ali kot priročen prstan, praktičen atribut moči, da zakonito zapoveduje.

### Ročni simboli moči
- vladarsko jabolko (globus cruciger)
- žezlo, vključno s francosko roko pravice
- ceremonialni kij
- Meč - Meč pravičnosti; Meč države; Meč usmiljenja (znan tudi kot Meč Edvarda Spovednika)
- Drugo orožje, kot je bodalo (kot v arabski in indijski tradiciji), kopje ali kraljevski kris (v malajski tradiciji)
- kljuka in cepec
- omelce; na Japonskem naj bi imeli nekaj moči Amaterasu.
- Pečati, kot je Heirloom pečat kraljestva, so predstavljali cesarsko oblast pod nebeškim mandatom

## Posebni primeri
V eni redki definicij se izraz regalia nanaša na izključne privilegije suverena. Latinsko Jura regalia so se v srednjem veku imenovale kraljeve oblastniške pravice, ki so se prvič pojavile v frankovski državi. Kralj je lahko te pravice po lastni presoji tudi podeljeval svojemu plemstvu. Med pomembne dokumente, ki urejajo regalije sodi Sutrijska pogodba, ki sta jo leta 1111 sklenila Henrik V. Nemški in papež Pashal II. in, ki je urejala regalije med njima. Leta 1158 so regalije po sklepu državnega zbora na roncalskih poljih še dodatno razširili, da so obsegale vse koristne oblastniške pravice.
Te se delijo na:
- višje regalije (Iura regalia maiora) - na primer regalije za poziv na vojno in sodna oblast
- nižje regalije (iura regalia minora) - na primer lovske in mlinarske regalije.

## Akademske regalije
Akademska obleka je tradicionalna oblika oblačil za akademsko okolje, predvsem terciarno (in včasih srednješolsko) izobraževanje, ki jo nosijo predvsem tisti, ki so bili sprejeti na univerzitetno izobrazbo (ali podobno) ali imajo status, ki jim daje pravico, da jih prevzamejo (npr. dodiplomski študenti na nekaterih starih univerzah). V ZDA so tudi kot akademske regalije.